# Fresno el Viejo
Fresno el Viejo es un municipio de España perteneciente a la provincia de Valladolid, en la comunidad autónoma de Castilla y León. En 2024 contaba con una población de 836 habitantes.

## Símbolos
El escudo heráldico y la bandera que representan al municipio fueron aprobados oficialmente el 10 de marzo de 1995. El escudo se blasona de la siguiente manera:

«Escudo de oro con un fresno arrancado, de su color, y cargado de una Cruz de Malta, de plata. Timbrado de la Corona Real Española.»
Boletín Oficial del Estado nº 81 de 5 de abril de 1995

La descripción textual de la bandera es la siguiente:

«Bandera cuadrada, de proporción 1:1, de color blanco, y brochante al centro el escudo municipal, en sus colores»
Boletín Oficial de Castilla y León nº 81 de 5 de abril de 1995

## Geografía
Ubicación
Fresno el Viejo está situado en el sur de la provincia de Valladolid, su término municipal limita con las provincias de Ávila y Salamanca. Se puede llegar a él a través de la autovía A-62 (E-80) que une Burgos con Portugal saliendo por el desvío de Alaejos, municipio situado a 13 km. También desde la salida de la autovía A6 en Medina del Campo, población que se encuentra a 30 km de Fresno el Viejo. Otra forma de llegar es por medio del tren que une las provincias de Salamanca y Valladolid. La localidad está situada a una altitud de 759 m s. n. m.
| Noroeste: Torrecilla de la Orden | Norte: Castrejón de Trabancos  | Noreste: Carpio                               |
| Oeste: Torrecilla de la Orden    |                                | Este: Carpio                                  |
| Suroeste: Tarazona de Guareña    | Sur: Cantalapiedra (Salamanca) | Sureste: Madrigal de las Altas Torres (Ávila) |

## Historia

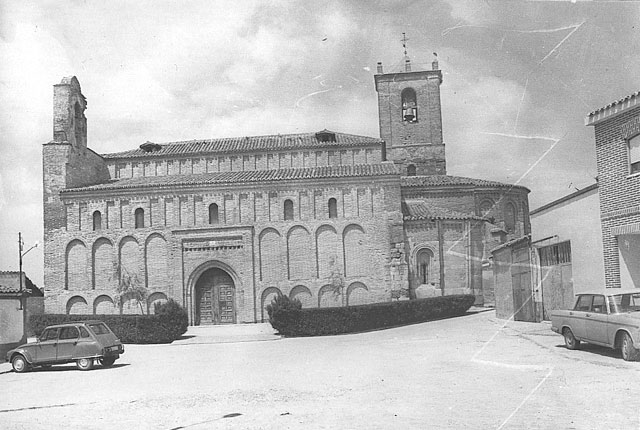
Fotografía antigua de la iglesia parroquial de San Juan Bautista.

Durante la Edad Media, Fresno el Viejo formaba parte del Reino de León, siendo la cabecera de la Encomienda de Fresno el Viejo de la Orden de San Juan, la cual ejercía de límite oriental del reino leonés con la Comunidad de Villa y Tierra castellana de Medina del Campo. Debido a esta adscripción territorial, en las Cortes de la Edad Media y Edad Moderna, la localidad de Fresno estaba representada por la ciudad de Toro, perteneciendo hasta el siglo XIX a la Provincia de Toro.
No obstante, con la creación de las actuales provincias en 1833 Fresno el Viejo quedó adscrito a la provincia de Valladolid, pasando con ello a integrarse en la región de Castilla la Vieja, la cual, como todas las regiones españolas de la época, carecía de competencias administrativas. Finalmente, con la creación en 1983 de la comunidad autónoma de Castilla y León, Fresno el Viejo pasó a formar parte de la misma junto al resto de municipios de la provincia de Valladolid.
En el año 2011 al sur de la localidad se inauguró un pequeño zoológico y centro de acogida llamado “La Era de las Aves” para animales que por distintos motivos no es posible reintroducir en la naturaleza.

## Geografía humana

### Demografía
Cuenta con una población de 836 habitantes (INE 2024).
| Gráfica de evolución demográfica de Fresno el Viejo entre 1842 y 2021                                                 |
| |
| Población de derecho según los censos de población del INE. Población de hecho según los censos de población del INE. |

### Economía
Tradicionalmente la gente se ha dedicado a la elaboración de muebles y utensilios de mimbre, a la agricultura y a la ganadería, no obstante la crisis de la mimbre hizo desaparecer casi la totalidad de los talleres a mediados de los 80, lo cual unido a la migración hacia los núcleos urbanos, han convertido la economía local en básicamende dependiente de la agricultura.
Se encuentra situado a al cabeza de la provincia en desempleados con una tasa de paro del 22%, y con una población muy envejecida lo cual hace muy difícil la supervivencia de pequeños negocios que van echando el cierre día a día, provocando la decadencia del que fuera un pueblo lleno de vitalidad, juventud y trabajo, en la década de los años 60
Dentro de los cultivos tradicionales se encuentran la cebada y el trigo en el secano, y la remolacha y las patatas en el regadío.

## Cultura

### Gastronomía
Los platos típicos son: La Tranca (arroz con patata y bacalao) y el Potaje (garbanzos, arroz y bacalao). En el caso de la repostería los más típicos son: los Arrastraos (chicharrón, vino blanco, anís y azúcar).

### Tradiciones
Las Vacas de Trapo de carnaval, los gigantes y cabezudos en algunas fiestas, correr las cintas con caballos, etc.
El domingo de resurrección llamado Domingo de la Rosquilla, se va a comer al campo. El lunes de Aguas, tradición típica de Salamanca, la gente va a los pinares a pasar el día. La celebración de los quintos, los de 18 años el uno de mayo ponen un árbol que cortan en Semana Santa, los quintos de 50 años también lo celebran, pero en verano, en San Juan desde hace mucho tiempo se hacen hogueras y este año también habrá vaquillas.

### Monumentos
Los monumentos más visitados del pueblo son la Iglesia de San Juan Bautista, de estilo románico-mudéjar, el Palomar situado a las afueras, un museo situado en la Casa de Cultura, se trata de un Palacete de estilo barroco, los sitios de ocio están situados a las afueras del pueblo un lugar llamado "La Vega" donde está la plaza de toros, el polideportivo, el frontón, las piscinas, el campo de fútbol y uno de los parques.

### Festividades
Hay dos fiestas. Las fiestas patronales son el 3 y 4 de febrero, San Blas, la Abuela y Santa Águeda, estas son las fiestas "pequeñas" en las cuales por la mañana hay misa dedicada al Santísimo, jotas bailadas por un grupo llamado La Cañada Real, por la noche hay verbena. Las otras fiestas son del 26 al 31 de agosto el primer día es el día de las peñas, que suelen hacer cena y luego desfiles por todos los discobares, el segundo día comienza ya la fiesta para todos con la coronación del las reinas y galanes y la presentación de las fiestas, los demás días hay muchos toros, encierros, cortes, rejones, etc., también hay baile la mayoría de los días, juegos, etc. Las fiestas se despiden con fuegos artificiales.

## Mapas

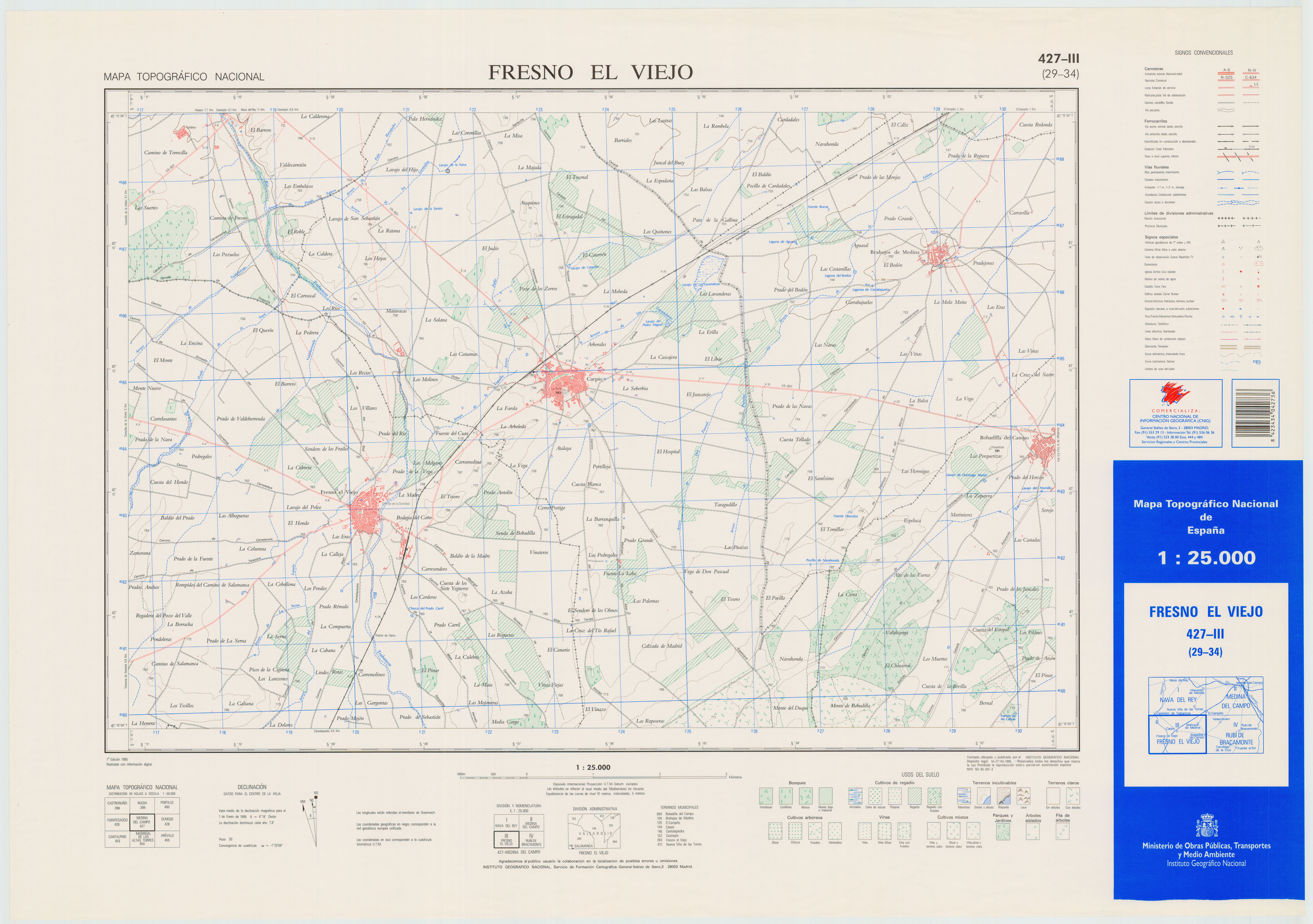
Mapa Topográfico del año 1995
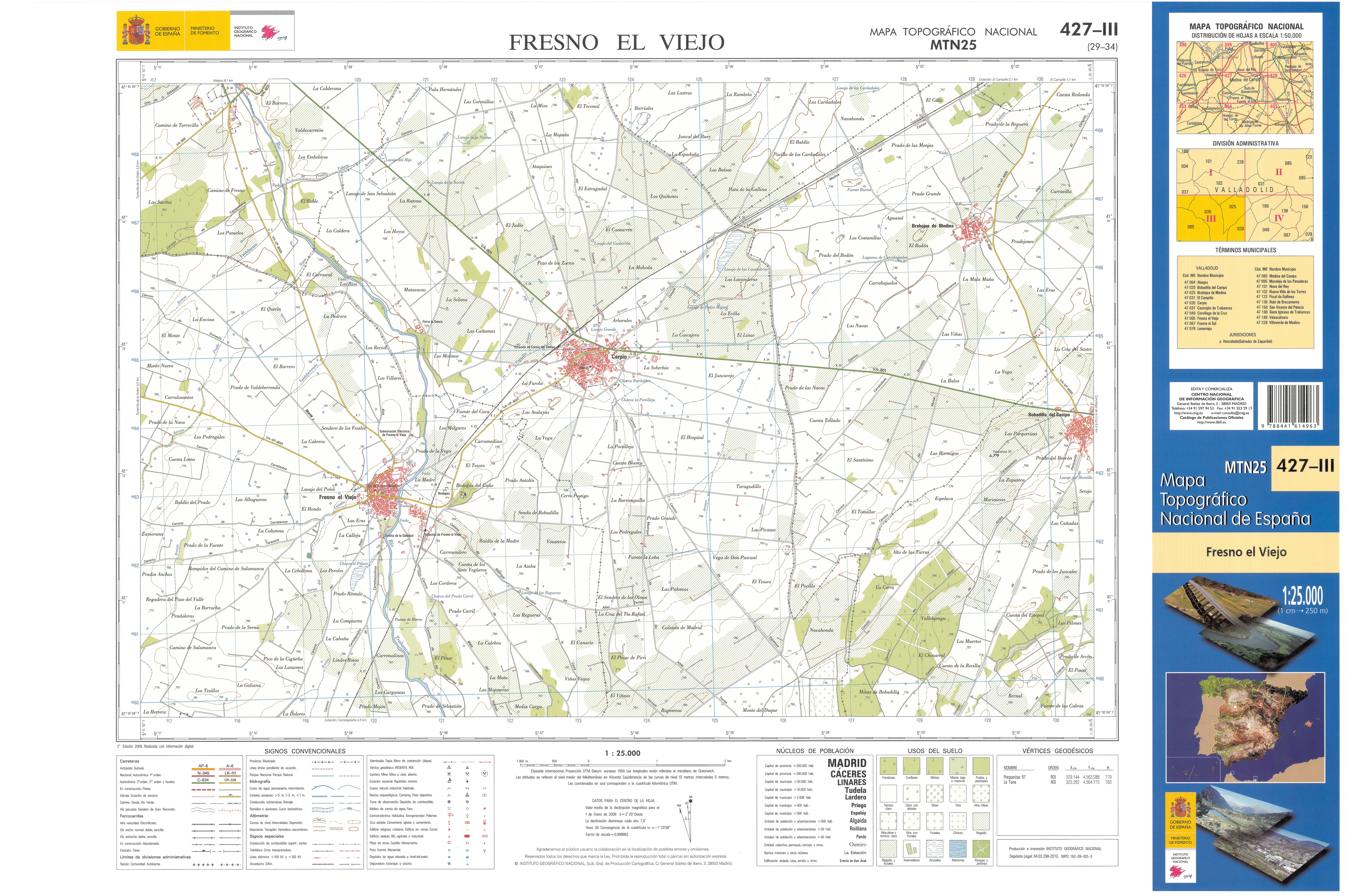
Mapa Topográfico del año 2009